# Istemi
Istemi (? – 576) a Türk Birodalom egyik társalapítója, a nyugati rész jabguja, az egész birodalom urának, Bumin kagánnak az öccse, a sztyeppei szakrális Asina-klán sarja volt. Sohasem viselte a kagán címet, azt az utókor és talán hatalma miatt már alattvalói is akasztották rá. Őt tekintjük a nyugati türk birodalom megalapítójának. Valójában ez az ő idejében még nem volt önálló birodalom, hanem az egységes türk birodalom nyugati, alárendelt hatalmi központja, valószínűleg az Altáj-hegységben az Aranyhegynél.
A birodalom 584-ben bomlott két részre, már halála után, ezután létezett a nyugati türk birodalom önálló államként kb. egy évszázadig. Közben a keleti rész 630-ban kínai protektorátus lett, majd a terjeszkedő Tang-dinasztia fennhatósága alá került 659-ben.

## Nevének etimológiája és méltóságneve
Harmatta János szerint Istemi neve az óiráni stāna – ld. szláv sztanica –, azaz hely, ország származéka, azaz ő az ország királya/jabguja volt, ami érezhetően egy fokkal alacsonyabb rang, mint bátyjáé, Buminé, akinek neve a Föld királyát jelenti.
Bizánci görög neve Szilzibülosz, amiben valószínűleg az eredeti türk méltóságneve, a jabgu és nem a személyneve rejtőzik. Istemit egyik pénzérméje szogd nyelven sri iapgu šaho, azaz jabgu király úrként említi, ennek görögre torzított alakja lehet Szilzibülosz.

## Magyar vonatkozásai
Egyes feltevések szerint a magyar isten szó az ő nevéből származik.
Azt is feltételezik, hogy a jabgu címből ered a magyar gyula méltóságnév. Vita tárgya, vajon Árpád vezér a kende vagy a gyula méltóságot viselte-e?
További feltételezés szerint a jabguból ered a magyar jobbágy szó – gondoljunk a későbbi köznemesség elődjére, a katonai szolgálattal tartozó várjobbágyságra.